# Pajares de los Oteros
Pajares de los Oteros – gmina w Hiszpanii, w prowincji León, w Kastylii i León, o powierzchni 61,82 km². W 2011 roku gmina liczyła 362 mieszkańców.